# Moutiers (Eure y Loir)
Moutiers es una comuna francesa situada en el departamento de Eure y Loir, en la región de Centro-Valle del Loira. Tiene una población estimada, a inicios de 2021, de 241 habitantes.

## Demografía
| 269 | 237 | 207 | 203 | 205 | 218 | 241 |
| Para los censos de 1962 a 1999 la población legal corresponde a la población sin duplicidades (Fuente: INSEE [Consultar]) |     |     |     |     |     |     |